# دروره
درُوِرِه (به ایتالیایی: Derovere) یک کومونه در ایتالیا است که در استان کریمونا واقع شده‌است. درُوِرِه ۹٫۹ کیلومتر مربع مساحت و ۳۵۶ نفر جمعیت دارد.